# Drömmar om rosor och eld
Drömmar om rosor och eld är en roman av Eyvind Johnson utgiven 1949. Förstautgåvan utgiven på Albert Bonniers Förlag hade omslagsbild av Bertil Bull Hedlund.
Romanen är baserad på verkliga häxprocesser i den sydfranska staden Loudun på 1600-talet. Den handlar om besattheten bland nunnor i ett ursulinerkloster och den fritänkande prästen Urban Grainier som blir anklagad för häxeri, torteras och bränns på bål. Likt andra historiska romaner av Eyvind Johnson rymmer berättelsen allegoriska paralleller till samtiden och totalitära ideologier som nazism och kommunism.

## Handling
Den vackre och vältalige Urbain Grainier kommer som ny katolsk präst till staden. Han blir snart ovän med några av stadens borgare, eftersom de avundas honom hans högmod och framgång hos kvinnorna. Hans fiender svär att göra sig av med honom, men misslyckas. En annan orsak till konflikten är rivningen av stadsmurarna. Kardinal Richelieu har beslutat att alla tidigare hugenottbefästningar skall förstöras. Några av stadens invånare, bland dem Grainier, kämpar för att bevara stadsmurarna. En skara nunnor slår sig ner i staden och drabbas av egendomliga drömmar. Deras biktfader misstänker att de är besatta av demoner och tillkallar en utdrivare. Denne får nunnorna att avslöja att det är Grainier som är orsak till demonerna. Grainiers fiender tar tillfället i akt för att få prästen dömd för häxeri. Trots möjligheten att undkomma och slippa tortyr vägrar Grainier att erkänna sig skyldig till häxeri och trolldom utan väljer martyrskapet som vapen för att besegra sina motståndare. De ursinniga och gäckade anklagarna släpar honom slutligen till bålet och bränner honom som kättare på stadens torg.

## Bakgrund och tillkomst
Redan 1931 hade Eyvind Johnson på ett antikvariat i Stockholm köpt ett exemplar av Louis Figuiers verk Histoire du Merveilleux dans les temps modernes. I boken finns en redogörelse för besattheten i den franska staden Loudun på Richelieus tid och den process som ledde till att prästen Urbain Grandier dömdes till döden för häxeri och brändes på bål. Idén att skriva en roman om händelserna aktualiserades 1947 när Johnson började studera mer litteratur om tiden och även besökte Loudun. Skrivandet av romanen gick till en början trögt. En avgörande vändning skedde i april 1948 när Johnson fick tillgång till det källmaterial han behövde, framförallt Gabriel Legués bok Urban Grandier et les Possédées de Loudun. Den förändrade inriktningen på arbetet och de psykologiska aspekterna kom att dominera framför det historiska perspektiv och de politiska tendenserna som också finns i romanen. En arbetstitel på romanen var Muren saknar försvarare.

## Mottagande
Drömmar om rosor och eld utkom hösten 1949. Många kritiker var positiva, framför allt över författarens skickliga förmåga att återskapa en historisk atmosfär. Endast undantagsvis drogs paralleller till aktuella politiska skeenden, men i finska Hufvudstadsbladet påpekade Olof Enckell att romanen kunde läsas ”som en indignationsskrift mot vissa samtida rättegångar med politisk-ideologisk intolerans som bakgrund och drivfjäder”. Några katolska kritiker var emellertid mycket negativa till skildringen. Sven Stolpe i Aftonbladet talade till och med om en ”kallblodig förvanskning av en historisk verklighet”, varigenom ett viktigt motiv fyllts med ”modern undermänsklighet”. Artur Lundkvist i Dagens Nyheter ansåg däremot att författaren inte varit tillräckligt grundlig i sitt studium av religionens sexualförtryck. Han menade att Johnson eftersträvat ”den mera omärkligt genomträngande verkningen hos en gestaltad verklighet” och att ”han varit för upptagen av berättandets rent konstnärliga sida för att riktigt fördjupa sig i det problem han utvalt sig eller som utvalt honom”. Gunnar Helén i Stockholms-Tidningen betonade Eyvind Johnsons ”allt överskuggande rättslidelse” och förutspådde att romanens budskap kommer ”att bäras till framtiden i kraft både av dess sanning och dess skönhet”.

## Översättningar
Romanen är översatt till mer än tio språk, bland annat danska, tyska, franska, nederländska och engelska:
- Drømme om roser og ild, Köpenhamn 1952 Libris
- Träume von Rosen und Feuer, Hamburg 1952 Libris
- De roses et de feu, Paris 1956 Libris
- Dromen van rozen en vuur, Amsterdam 1981 Libris
- Dreams of roses and fire, New York 1984 Libris